# Condado de Barry (Misuri)
El condado de Barry (en inglés: Barry County) es un condado en el estado estadounidense de Misuri. En el censo de 2000 el condado tenía una población de 34.010 habitantes. La sede de condado es Cassville. El condado fue fundado en 1835 y fue nombrado en honor a William T. Barry, un jurista y estadista de Kentucky.

## Geografía
Según la Oficina del Censo, el condado tiene un área total de 2.048 km² (791 sq mi), de la cual 2018 km² (779 sq mi) es tierra y 30 km² (12 sq mi) (1,50%) es agua.

### Condados adyacentes
- Condado de Lawrence (norte)
- Condado de Stone (este)
- Condado de Carroll, Arkansas (sureste)
- Condado de Benton, Arkansas (sur)
- Condado de McDonald (suroeste)
- Condado de Newton (noroeste)

### Áreas protegidas nacionales
- Mark Twain National Forest

## Autopistas importantes
- U.S. Route 60
- Ruta Estatal de Misuri 37
- Ruta Estatal de Misuri 39
- Ruta Estatal de Misuri 76
- Ruta Estatal de Misuri 86
- Ruta Estatal de Misuri 97
- Ruta Estatal de Misuri 248

## Demografía
En el  censo de 2000, hubo 34.010 personas, 13.398 hogares y 9.579 familias residiendo en el condado. La densidad poblacional era de 44 personas por milla cuadrada (17/km²). En el 2000 había 15.964 unidades habitacionales en una densidad de 20 por milla cuadrada (8/km²). La demografía del condado era de 94,09% blancos, 0,11% afroamericanos, 0,86% amerindios, 0,27% asiáticos, 0,03% isleños del Pacífico, 3,25% de otras razas y 1,38% de dos o más razas. 5,04% de la población era de origen hispano o latino de cualquier raza. 
La renta promedio para un hogar del condado era de $28.906 y el ingreso promedio para una familia era de $34.043. En 2000 los hombres tenían un ingreso medio de $25.381 versus $18.631 para las mujeres. La renta per cápita para el condado era de $14.980 y el 16,60% de la población estaba bajo el umbral de pobreza nacional.

## Ciudades y pueblos
| - Arrow Point - Butterfield - Cassville - Chain-O-Lakes - Eagle Rock | - Emerald Beach - Exeter - Golden - Jenkins | - Monett - Pleasant Ridge - Pulaskifield - Purdy | - Scholten - Seligman - Shell Knob - Washburn | - Wheaton - Wheelerville - Viola - Yonkerville |

### Municipios
| - Municipio de Ash - Municipio de Butterfield - Municipio de Capps Creek - Municipio de Corsicana - Municipio de Crane Creek - Municipio de Exeter - Municipio de Flat Creek - Municipio de Jenkins - Municipio de Kings Prairie | - Municipio de Liberty - Municipio de McDonald - Municipio de McDowell - Municipio de Mineral - Municipio de Monett - Municipio de Mountain - Municipio de Ozark - Municipio de Pioneer - Municipio de Pleasant Ridge | - Municipio de Purdy - Municipio de Roaring River - Municipio de Shell Knob - Municipio de Sugar Creek - Municipio de Washburn - Municipio de Wheaton - Municipio de White River |